# بوب فايسه (لاعب كرة قدم أمريكية)
بوب فايسه (بالإنجليزية: Bob Wiese)‏ هو لاعب كرة قدم أمريكية أمريكي، ولد في 25 يناير 1923 في جيمستاون في الولايات المتحدة، وتوفي في 19 نوفمبر 1971 في مقاطعة ليك في الولايات المتحدة.